# آلفين أوت
آلفين أوت (بالإنجليزية: Alvin Ott)‏ هو سياسي أمريكي، ولد في 19 يونيو 1949 في غرين باي في الولايات المتحدة. حزبياً، نشط في الحزب الجمهوري. وقد انتخب عضو جمعية ولاية ويسكونسن.